# Lista över vattendrag i Armenien

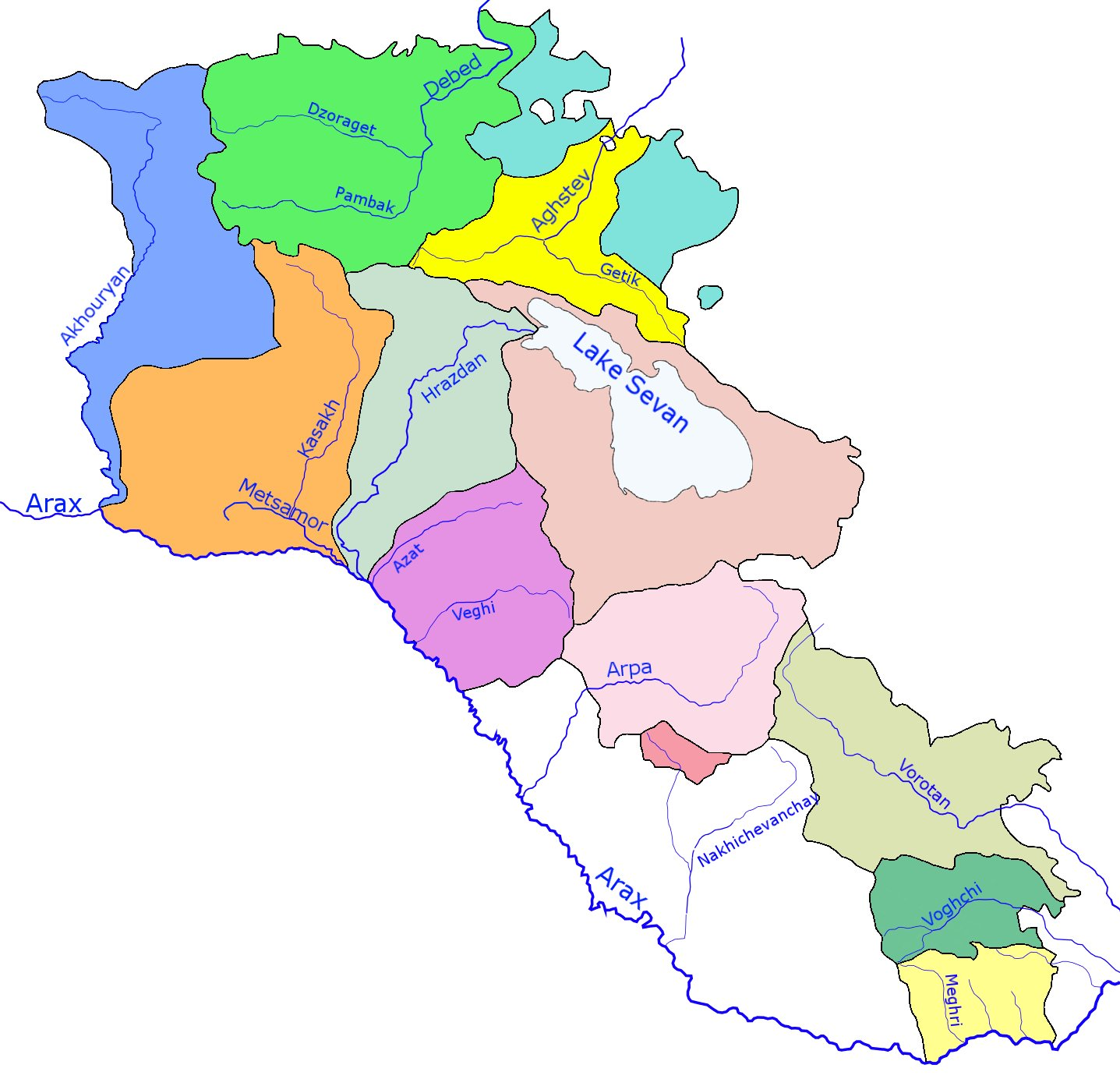
Karta över Armeniens vattendrag och deras avrinningsområden.

Detta är en lista över de största vattendragen i Armenien.
| Flod     | Längd inom Armenien (km) | Total längd (km) | Totalt avrinningsområde (km²) |
| -------- | ------------------------ | ---------------- | ----------------------------- |
| Achurjan | 186                      | 186              | 9,500                         |
| Aras     | 158                      | 1,072            | 102,000                       |
| Debed    | 152                      | 178              | 4,050                         |
| Hrazdan  | 141                      | 141              | 2,560                         |
| Vorotan  | 119                      | 179              | 5,650                         |
| Aghstev  | 99                       | 133              | 2,589                         |